# Enrique Wolff
Enrique Wolff (* 21. února 1949, Buenos Aires) je bývalý argentinský fotbalista, obránce.

## Klubová kariéra
Začínal v Argentině v týmech Racing Club (Avellaneda) a CA River Plate. Po Mistrovství světa ve fotbale 1974 hrál ve Španelsku za UD Las Palmas a Real Madrid. Po návratu do Argantiny hrál za Argentinos Juniors a druholigový CA Tigre. V Poháru osvoboditelů nastoupil v 5 utkáních. V Poháru mistrů evropských zemí nastoupil ve 3 utkáních a dal 1 gól. S Realem vyhrál dvakrát španelskou ligu.

## Reprezentační kariéra
Za reprezentaci Argentiny nastoupil v letech 1972-1974 ve 27 utkáních a dal 1 gól, byl členem argentinské reprezentace na Mistrovství světa ve fotbale 1974, kde nastoupil v 5 utkáních.

## Ligová bilance
| Ročník                   | Zápasy | Góly | Klub          |
| ------------------------ | ------ | ---- | ------------- |
| Primera División 1974/75 | 30     | 3    | UD Las Palmas |
| Primera División 1975/76 | 34     | 2    | UD Las Palmas |
| Primera División 1976/77 | 29     | 2    | UD Las Palmas |
| Primera División 1977/78 | 34     | 3    | Real Madrid   |
| Primera División 1978/79 | 34     | 1    | Real Madrid   |
| CELKEM Primera División  | 161    | 11   |               |